# Harald Walder
Harald Walder (ur. 30 sierpnia 1973 w Lienzu) – austriacki snowboardzista, brązowy medalista mistrzostw świata oraz zdobywca Pucharu Świata.

## Kariera
Po raz pierwszy na arenie międzynarodowej pojawił się 13 listopada 1994 roku w Kaprun, gdzie w zawodach FIS Race zajął czwarte miejsce w slalomie. Nigdy nie wystartował na mistrzostwach świata juniorów.
W Pucharze Świata zadebiutował 24 listopada 1994 roku w Zell am See, gdzie zajął 17. miejsce w slalomie równoległym (PSL). Tym samym już w swoim debiucie wywalczył pierwsze pucharowe punkty. Na podium zawodów pucharowych po raz pierwszy stanął 13 stycznia 1995 roku w Les Deux Alpes, kończąc rywalizację w gigancie na trzeciej pozycji. W zawodach tych wyprzedzili go jedynie Mike Jacoby z USA i kolejny Austriak, Peter Pechhacker. Łącznie 23 razy stawał na podium zawodów PŚ, odnosząc przy tym pięć zwycięstw: 4 lutego 1996 roku w Bad Hindelang, 14 marca 1996 roku w Mount Bachelor i 14 listopada 1998 roku w Zell am See wygrywał w gigancie, a 20 lutego 1997 roku w Morioce i 15 marca 1997 roku w Morzine triumfował w PSL. Najlepsze wyniki osiągnął w sezonie 1996/1997, kiedy to triumfował w klasyfikacji generalnej, a w klasyfikacjach slalomu i giganta był drugi. W sezonach 1995/1996 i 1997/1998 zajmował trzecie miejsce w klasyfikacji giganta.
W 1999 roku wywalczył brązowy medal w gigancie równoległym (PGS) na mistrzostwach świata w Berchtesgaden. Uległ tam tylko Richardowi Richardssonowi ze Szwecji i swemu rodakowi, Stefanowi Kaltschützowi. Na tych samych mistrzostwach był też między innymi czwarty w gigancie, przegrywając walkę o podium z Kaltschützem. Brał też udział w igrzyskach olimpijskich w Turynie w 2006 roku, gdzie zajął 14. miejsce w gigancie równoległym. Był to jego jedyny start olimpijski.
W 2006 r. zakończył karierę.
Jego brat, Ingemar, także był snowboardzistą.

## Osiągnięcia

### Igrzyska olimpijskie
| Miejsce | Dzień     | Rok  | Miejscowość | Konkurencja       | Zwycięzca      |
| ------- | --------- | ---- | ----------- | ----------------- | -------------- |
| 14.     | 22 lutego | 2006 | Turyn       | Gigant równoległy | Philipp Schoch |

### Mistrzostwa świata
| Miejsce | Dzień       | Rok  | Miejscowość          | Konkurencja       | Zwycięzca           |
| ------- | ----------- | ---- | -------------------- | ----------------- | ------------------- |
| 10.     | 22 stycznia | 1997 | San Candido          | Gigant            | Thomas Prugger      |
| 10.     | 23 stycznia | 1997 | San Candido          | Slalom            | Bernd Kroschewski   |
| 8.      | 25 stycznia | 1997 | San Candido          | Slalom równoległy | Mike Jacoby         |
| 4.      | 13 stycznia | 1999 | Berchtesgaden        | Gigant            | Markus Ebner        |
| 3.      | 14 stycznia | 1999 | Berchtesgaden        | Gigant równoległy | Richard Richardsson |
| 15.     | 15 stycznia | 1999 | Berchtesgaden        | Slalom równoległy | Nicolas Huet        |
| 14.     | 22 stycznia | 2001 | Madonna di Campiglio | Gigant            | Jasey-Jay Anderson  |
| 9.      | 13 stycznia | 2003 | Kreischberg          | Gigant równoległy | Dejan Košir         |
| 6.      | 14 stycznia | 2003 | Kreischberg          | Slalom równoległy | Siegfried Grabner   |
| DNF     | 18 stycznia | 2005 | Whistler             | Gigant równoległy | Jasey-Jay Anderson  |
| 6.      | 19 stycznia | 2005 | Whistler             | Slalom równoległy | Jasey-Jay Anderson  |

### Puchar Świata

#### Miejsca w klasyfikacji generalnej
- sezon 1994/1995: -
- sezon 1995/1996: 4.
- sezon 1996/1997: 1.
- sezon 1997/1998: 5.
- sezon 1998/1999: 20.
- sezon 1999/2000: 49.
- sezon 2000/2001: 27.
- sezon 2001/2002: -
- sezon 2002/2003: -
- sezon 2003/2004: -
- sezon 2004/2005: -
- sezon 2005/2006: 71.

#### Miejsca na podium
1. Les Deux Alpes – 13 stycznia 1995 (gigant) - 3. miejsce
2. Bad Hindelang – 29 stycznia 1995 (gigant) - 3. miejsce
3. Altenmarkt – 1 grudnia 1995 (gigant) - 2. miejsce
4. La Bresse – 12 stycznia 1996 (gigant) - 3. miejsce
5. Bad Hindelang – 3 lutego 1996 (slalom równoległy) - 3. miejsce
6. Bad Hindelang – 4 lutego 1996 (gigant) - 1. miejsce
7. Sun Peaks – 1 marca 1996 (gigant) - 2. miejsce
8. Mount Bachelor – 14 marca 1996 (gigant) - 1. miejsce
9. Lenggries – 11 stycznia 1997 (gigant) - 2. miejsce
10. Kreischberg – 18 stycznia 1997 (slalom równoległy) - 2. miejsce
11. Mont-Sainte-Anne – 31 stycznia 1997 (slalom) - 3. miejsce
12. Mont-Sainte-Anne – 1 lutego 1997 (gigant) - 2. miejsce
13. Mount Bachelor – 7 lutego 1997 (gigant) - 2. miejsce
14. Morioka – 20 lutego 1997 (slalom równoległy) - 1. miejsce
15. Olang – 1 marca 1997 (slalom) - 3. miejsce
16. Morzine – 15 marca 1997 (slalom równoległy) - 1. miejsce
17. Lienz – 14 stycznia 1998 (slalom równoległy) - 2. miejsce
18. Tandådalen – 11 marca 1998 (gigant) - 2. miejsce
19. Zell am See – 14 listopada 1998 (gigant) - 1. miejsce
20. Kreischberg – 6 marca 1999 (slalom równoległy) - 2. miejsce
21. Ruka – 15 marca 2001 (slalom równoległy) - 3. miejsce
22. Sölden – 30 października 2002 (slalom równoległy) - 3. miejsce
23. Bad Gastein – 17 grudnia 2004 (slalom równoległy) - 3. miejsce

- W sumie 5 zwycięstw, 9 drugich i 9 trzecich miejsc.